# Phasianus alfhildae
Phasianus alfhildae — викопний вид птахів роду Фазан (Phasianus) родини Фазанові (Phasianidae). Скам'янілі рештки (голотип YPM 40947) знайшли у пластах формації Бріджер у штаті Вайомінг (США), датується еоценом. Голотип складається з кісток нижніх кінцівок, плечової кістки і коракоїда.